# エフゲーニ・ザラフィアンツ
エフゲニー・ザラフィアンツ（Evgeny Zarafiants,Евгений Зарафьянц, 1959年6月24日 - ）は、ロシア出身のピアニストである。

## 略歴
ロシア共和国のノヴォシビルスクに生まれる。
父はピアニスト、オーボエ奏者（クレムリン軍楽隊の楽員）、母もピアニストという音楽一家の生まれである。6歳からピアノを父に学び、8歳からはモスクワ音楽院附属中央音楽学校でエレナ・ホヴェンに師事。
1975年以降グネーシン音楽学校・オルスク音楽院・グリンカ音楽院・大学院（イリヤ・フリートマンに師事）とすべて首席で卒業。この間のロシア国内での活躍は目覚ましく、全ロシアコンクール、ラフマニノフコンクールなど数々のコンクールで入賞を果たす。
1993年のポゴレリッチ国際コンクール（アメリカのカリフォルニア州パサデナ）で第2位となったことが世界に名を馳せるきっかけとなり、クロアチア共和国に移住し、ミルコヴィッチアカデミー教授やザグレブ国立音楽院講師を経て、ドイツや日本を中心に演奏活動を行うようになった。
日本には1997年秋以来、毎年複数回来日し、東京をはじめ全国各地で多くのコンサートや公開講座を開催している。
2004年、ロシア・フィルハーモニー管弦楽団（アレクサンドル・ベデルニコフ指揮）とチャイコフスキーピアノ協奏曲第1番を共演、2005年にはチェコ・プラハ管弦楽団（武藤英明指揮）とベートーヴェンピアノ協奏曲第3番を、更に2006年にはザグレブ・フィルハーモニー管弦楽団（ヨハネス・ヴィルトナー指揮）とラフマニノフピアノ協奏曲第2番を共演する。
2006年より、ザグレブ国立音楽院講師に就任。
2007年には来日10周年記念イベントとして東京紀尾井ホールでのリサイタルや、スーパーワールドオーケストラとベートーヴェンピアノ協奏曲第3番を共演したほか、各地で公演を行った。
2011年、東京文化会館でのリストイヤーにちなんだリサイタルをはじめ、2011年、2012年の神戸朝日ホール、2014年王子ホール、2015年五反田音楽ホール、2016年東京文化会館で来日20周年記念リサイタルで大成功を収めた後も、引き続き精力的なコンサート活動を行っている。
また室内楽の分野でも力量を発揮しており、特に2007年ザグレブ弦楽四重奏団とのシューマン、ブラームスのピアノ五重奏や、2016年のチェコゾリスデンとのドヴォルザークのピアノ五重奏などの演奏は絶賛された。同年秋、愛知県立芸術大学創立50周年記念式典（於 愛知県芸術劇場）でのラフマニノフのコンチェルトの入魂の演奏は圧巻で、聴衆を魅了してやまなかった。ザラフィアンツの深遠で幻想的な音の世界は絶賛され、「ピアノの詩人」として益々その評価を高めている。
ザラフィアンツは更に声楽の分野でも伴奏者としての高い評価を得ている。
レコーディングも活発に行っており、日本ではALMレコード（コジマ録音）より19枚のCDをリリース。毎回、レコード芸術（月刊誌）では特選盤をはじめ、宇野功芳をはじめ、多くの評論家、各メディアからも高い評価を受けている。
さらに、ナクソス(NAXOS)からも3枚のCDをリリースし、特にスクリャービン前奏曲全集の中の「前奏曲第1集」は、イギリスの雑誌『グラモフォン』の月間ベスト10に選ばれている。ラフマニノフやメトネル、バッハ、メンデルスゾーン、ブラームス、ショパン、リスト、シューマンなどの録音を続けており、スクリャービンやスカルラッティなども得意としている。
ザラフィアンツの特徴は、まず何よりも弱音の美しさにあるが、ピアニストとして性格の似通ったニコライ・デミジェンコに比べると、ダイナミクスの幅は広く、表情の変化はより烈しい。音楽の自然な息遣いにも配慮がされており、その観点から、ラフマニノフやグレン・グールド、ポゴレリチなどのように恣意的ないしは主観的にテンポを設定する解釈には、疑問を唱えている。
『音楽の友』掲載の「21世紀の名演奏家事典」にて、世界の注目されるピアニスト70人に入っている。
その活動が評され、2015年4月から2019年3月まで愛知県立芸術大学のピアノ科に招致され、教授として勤めた。指導者としての素質にも恵まれている上、的確な日本語を用いてのレッスンであるため、レッスン受講希望の申し出が後を絶たず、大学での任期を終えても日本に在住することを決意。今後の生活基盤をクロアチア中心から日本中心にするべく移行中である。